# Vavpča vas pri Dobrniču
Vavpča vas pri Dobrniču je naselje u slovenskoj Općini Trebnju. Vavpča vas pri Dobrniču se nalazi u pokrajini Dolenjskoj i statističkoj regiji Jugoistočnoj Sloveniji. 

## Stanovništvo
Prema popisu stanovništva iz 2002. godine naselje je imalo 47 stanovnika.